# Crystal Castles (album 2008)
| Recensione | Giudizio |
| ---------- | -------- |
| AllMusic   |          |

(I) (o Crystal Castles) è il titolo del primo album del gruppo musicale Crystal Castles, pubblicato il 18 marzo 2008.

## Tracce
Musiche dei Crystal Castles; testi di Alice Glass:
1. Untrust Us – 3:06
2. Alice Practice – 2:42
3. Crimewave – 4:18
4. Magic Spells – 6:07
5. Xxzxcuzx Me – 1:54
6. Air War – 4:12
7. Courtship Dating – 3:30
8. Good Time – 2:55
9. 1991 – 1:53
10. Vanished – 4:02
11. Knights – 3:13
12. Love and Caring – 2:18
13. Through the Hosiery – 3:07
14. Reckless – 3:28
15. Black Panther – 2:56
16. Tell Me What to Swallow – 2:14

## Formazione
- Ethan Kath - strumenti
- Alice Glass - voce